# العلاقات الأسترالية المغربية

القيمة الشهرية الأسترالية الصادرات السلعية إلى المغرب ($ الملايين) منذ عام 1988

العلاقات الأسترالية المغربية هي العلاقات الثنائية بينكومنولث أستراليا والمملكة المغربية. تم تأسيس العلاقات الدبلوماسية بين البلدين في عام 1976. تمتلك المغرب سفارة لها في كانبرا منذ عام 2004، كما إنه تم اعتماد السفارة الأسترالية في باريس للمغرب منذ عام 1987. وكذلك تحتفظ هيئة التجارة والإستثمار الأسترالية بمكتب لها في الرباط.

## العلاقات الدبلوماسية
في 13 تموز 1976، أعلن وزير الشؤون الخارجية الأسترالي، أندرو بيكوك، الإفراج عن بيان مشترك بمناسبة إقامة علاقات دبلوماسية مع المغرب «إشارة إلى رغبة البلدين في توطيد وتعزيز التفاهم المتبادل وتحفيز الثقافة والروابط التجارية». وفي 6 تأكتوبر 1978، أعلن وزير الخارجية الأسترالي بالنيابة «إيان سنكلير» تعيين جون رولاند، السفير الأسترالي الذي يخدم فرنسا، بوصفه سفيراً غير مقيم معتمد لدى المغرب.
وكانت السفارة المغربية لدى اندونيسيا في جاكرتا قد منحت في البداية مسئولية العلاقات مع أستراليا في عام 1997 مع السفير الاندونيسى عمر هيلالى الذي قدم وثائق تفويضه كسفير غير مقيم في أستراليا في عام 1997. وفي عام 2004، أعلن الملك محمد السادس ملك المغرب إنشاء سفارة مغربية في كانبيرا، وقدم السفير الأول بدري الدين العلالي أوراق اعتماده إلى الحاكم العام لأستراليا في 24 نوفمبر 2005.